# 费德里科·马尔凯蒂
費達歷高·馬捷迪（義大利語：Federico Marchetti，發音：[fedeˈriːko marˈketti]；1983年2月7日—），出生在巴薩諾-德爾格拉帕，是一名意大利足球員，現時為自由球員，司職門將。

## 球會
拖連奴
馬捷迪是拖連奴青訓的學徒球員，他在外借至維切利才有機會處子上陣，然後在接下來的數年內被球會外借至意丙一和意丙二球會，他在2003/04球季成為克羅托內的後備門將，其後則被外借至特雷維索，但從未上陣過。2004/05球季，他作為拖連奴的第三門將，反而有機會後備上陣。2005年1月，當球會買入另一位門將吉安卢卡·贝尔迪後，他要求轉會，後來再度被外借至維切利直至該季結束。
阿爾比諾萊費
2005年中旬，拖連奴原本能夠升班意甲，但最終破產而重組球隊再戰意乙，所有的球員獲准離開。馬捷迪則加盟阿爾比諾萊費，並且在有份擁有他的比耶萊塞效力。
2006年6月，馬捷迪被阿爾比諾萊費買回作為保罗·阿切比斯的後備，他總共上陣13次，並成功於隨後的一季成為正選門將。
2007/08球季，馬捷迪憑著優秀的表現，協助球會歷史性首次打入升班附加賽，但最終不敵萊切。其後，他獲選為意乙最佳門將，從而大幅提升頂級球會對其的興趣。
卡利亞里
2008年7月，馬捷迪被球會外借至卡利亞里，卡利亞里可以選擇以議定好的價錢來買下他的一半合約。
馬捷迪在意甲首季的表現足以讓他穩佔正選位置，他亦受到一些球評家的贊揚，他亦是吉安路易吉·保方最喜愛的意大利年輕門將。
2010年2月1日，卡利亞里徹底地買入馬捷迪的合約。
拉素
2010–11賽季完結後，馬捷迪轉會拉素，簽約五年，他隨即憑優秀表現成為球隊的首席門將。
热那亚
馬捷迪与拉齐奥的合同到期后，于2018年7月2日免費转会至热那亚。

## 國際賽
2009年5月，隨著馬捷迪在卡利亞里使人印象深刻的表現，他獲意大利領隊馬些路·納比徵召出戰對北愛爾蘭的賽事。他在該場賽事正選上陣並發揮關鍵作用，協助球隊以3-0的比分擊敗對手。他在2010年世界盃對巴拉圭的賽事進行至半場時入替受傷的吉安路易吉·保方而處子上陣，不過可惜該屆意大利3戰不勝分組賽即出局，馬捷迪亦再未入選過國家隊。

## 榮譽
拉素
- 意大利杯：2012–13